# Gródek (powiat sokołowski)
Gródek – wieś w Polsce położona w województwie mazowieckim, w powiecie sokołowskim, w gminie Jabłonna Lacka. Ma status sołectwa. Leży  na lewym brzegu Bugu.
Wieś jest siedzibą rzymskokatolickiej parafii Najświętszego Serca Pana Jezusa.
| SIMC    | Nazwa          | Rodzaj    |
| ------- | -------------- | --------- |
| 0672662 | Gródek-Kolonia | kolonia   |
| 0672640 | Nowy Gródek    | część wsi |
| 0672656 | Stary Gródek   | część wsi |

## Historia
Wieś Grodek powstała z dawnego grodu obronnego, którego wały są dostrzegalne do tej pory. Następnie wieś była własnością biskupa płockiego. W 1795 wchodziła w skład ziemi drohickiej województwa podlaskiego. W XIX w. wieś należała do Chojeckich, wychował się tu Edmund Chojecki (1822-1899), pisarz, w 1849 w Paryżu był sekretarzem założonej przez Adama Mickiewicza Trybuny Ludów. W latach 1975–1998 miejscowość administracyjnie należała do województwa siedleckiego.

## Obiektyzabytkowe
- Cerkiew prawosławna pw. św. Mikołaja, ob. kościół rzym.-kat. par. pw. Najświętszego Serca Jezusa, drewn., 1604 r. przebudowana w XVIII w., nr rej.: 616 z 4.04.1962
- dzwonnica, drewn., nr rej.: j.w. Obiekty te znajdują się na szlaku Drewniane Skarby Mazowsza w Pętli Siedleckiej.

- ślady dawnych umocnień obronnych tj. wałów ziemnych otaczających Gródek od północy i wschodu oraz fosy prostopadłej do Bugu[9]. Wały powstały przypuszczalnie w okresie średniowiecza.
- W okresie międzywojennym i w pierwszej połowie lat 50. XX wieku w Gródku funkcjonowała na rzece Bug przeprawa promowa.